# Aruán Ortiz

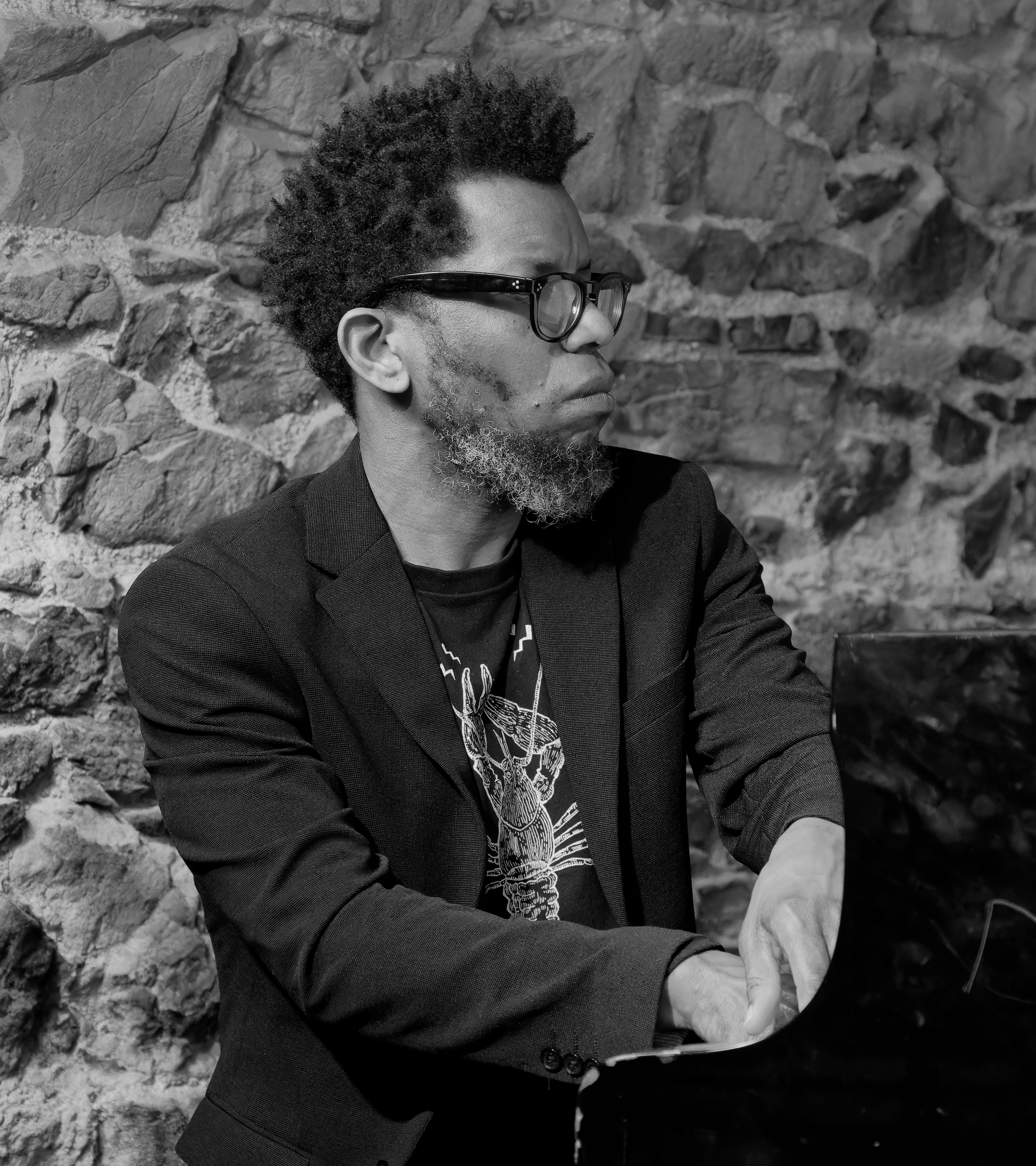
Aruán Ortiz bei einem Konzert mit dem Hank Roberts Trio in Darmstadt (2023)

Aruán Ortiz (* 22. August 1973 in Santiago de Cuba) ist ein kubanischer Jazzpianist. Er verließ Kuba und lebt nach einem mehrjährigen Aufenthalt in Spanien seit 2002 in den USA, aktuell in New York.

## Leben und Wirken
Ortiz lernte zunächst Bratsche und hatte ersten Musikunterricht an der Escuela Vocacional de Arte, den er am Instituto Superior de Arte in Havanna fortsetzte. Anfang der 1990er-Jahre erhielt er mehrere Preise, bevor er 1992 zum Piano wechselte. Er studierte klassisches Piano am Conservatorio Profesional de Musica in Santiago de Cuba. 1995 erhielt er, nachdem er einen Kompositionspreis gewannen hatte, einen Plattenvertrag beim spanischen Plattenlabel Magic Music/Universal Latino. 1996 erschien Impresión Tropical, eine Kompilation von traditioneller kubanischer Musik und Ortiz’ Originalkompositionen, die er als Solist eingespielt hatte. In dieser Zeit erhielt er mehrere Stipendien und arbeitete mit Cecilio Tieles in Spanien sowie mit Joanne Brackeen und Danilo Pérez am Berklee College of Music, außerdem mit Charlie Banacos. In Barcelona und Paris spielte er u. a. mit Antoine Roney, Sarah Morrow, Tata Guines, und in den USA mit Wallace Roney, Roy Hargrove, Stefon Harris, George Garzone, Sheila E., Horacio „El Negro“ Hernández, Giovanni Hidalgo, Lionel Loueke, Eric McPherson, Jane Bunnett und John Lockwood, 2020 mit James Brandon Lewis (Molecular). Mit Ivo Perelman und Ramón López legte er 2024 das Album Ephemeral Shapes (Fundacja Słuchaj) vor.
Im Trio mit Brad Jones am Bass und Gerald Cleaver am Schlagzeug trat er 2016 auf den wichtigen europäischen Festivals, etwa beim North Sea Jazz Festival oder beim Jazz Festival Montreux auf. Wie Ortiz „den Tönen nachspürt, wie er ihren Hall durch den Flügel wabern und durchs Kellergewölbe schweben lässt, wie er seinen Läufen immer ein paar Sekunden vorauseilt, das schafft momentan kein anderer Klaviervirtuose.“
Ortiz unterrichtete als Assistant Professor am Berklee College of Music. Nach Vorwürfen, eine seiner Studentinnen im Jahr 2008 mehrfach sexuell belästigt zu haben, wurde er im Jahr 2010 entlassen, nachdem die Schulleitung auf den Fall zunächst nur zögerlich und erst auf Druck anderer Lehrkräfte reagiert hatte. Ortiz versuchte sein Verhalten später durch die Behauptung zu entschuldigen, es sei „einfach nur Teil seiner (kubanischen) Kultur“.

## Preise und Auszeichnungen
Ortiz gewann 2000 den Wettbewerb um die beste Jazzinterpretation beim Festival de Jazz in Vic. Er wurde vom Latin Jazz Corner als Arrangeur des Jahres 2011 für seine Beiträge zum Album El Cumbanchero des Flötisten Mark Weinstein ausgezeichnet. 2014 erhielt er den Doris Duke Impact Award und den Composers Now Creative Residency Award des Pocantico Center.

## Diskografische Hinweise
- Aruan Ortiz Trio  (2005)
- Alameda (2009), mit Antoine Roney
- The Camerata Urbana Ensemble / Aruán Ortiz: Santiarican Blues Suite (2011)
- Aruán Ortiz & Michael Janisch: Banned in London: Live at The London Jazz Festival (2011, mit Greg Osby, Raynald Colom, Rudy Royston)
- Bob Gluck / Aruán Ortiz: Textures and Pulsations (Ictus, 2011)
- Hidden Voices (Intakt 2016, mit Brad Jones, Gerald Cleaver)
- Cub(an)ism (Intakt, 2017) solo
- Cuban Nocturne (Newvelle Records, 2017)
- Live in Zürich (Intakt, 2018)
- Don Byron & Aruán Ortiz: Random Dances and (A)tonalities (2018)
- Aruán Ortiz / Andrew Cyrille / Mauricio Herrera: Inside Rhythmic Falls (Intakt, 2020)
- Pastor’s Paradox (Clean Feed, 2023), mit {Don Byron, Pheeroan akLaff
- James Brandon Lewis Quartet: Transfiguration (Intakt, 2024)